# Jessica Chastain
Jessica Michelle Chastain (IPA: [ˈdʒɛsɪkə ˈtʃæsteɪn]; Sacramento, Kalifornia, 1977. március 24. –) Oscar- és Golden Globe-díjas amerikai színésznő.

## Fiatalkora és tanulmányai
A kaliforniai Sonomában született Jessica Howard néven, ahol fiatalkorát töltötte. Négy testvére van. Az édesanyja vegetáriánus szakács, édesapja tűzoltó. Jessica szintén vegetáriánus. Csak akkor vette fel édesanyja vezetéknevét, amikor színpadi munkákba kezdett.
1995-ben érettségizett a sacramentói El Camino High Schoolban. 1998-ban játszotta élete első színpadi szerepét, a Rómeó és Júlia Júliáját egy San Franciscó-i színjátszótársulatban.
Jessica Chastain a New York-i a Juilliardon végzett 2003-ban, ahol a drámacsoport tagja volt. Aktív résztvevője volt a drámaosztálynak: színházi darabokban szerepelt és diákfilmekben is játszott.

## Filmes pályafutása
2004-ben szerepelt először televízióban, majd hamarosan további televíziós sorozatokban tűnt fel.
A filmes debütálása 2008-ban volt a Jolene című filmmel, amiért a Seattle-i Nemzetközi Filmfesztiválon a legjobb színésznő alakításával tüntették ki. 2010-ben a szakma is felfigyelt rá a Take Shelter című filmben nyújtott játékáért, amit díjakkal ismerték el.
2011-ben nagysikerű hollywoodi filmekben szerepelt, az álomgyár is felfigyelt rá. Játszott Terence Malick Az élet fája című filmjében, ahol Brad Pitt által játszott karakter feleségét keltette életre. A színésznőt több tucat elismeréssel tüntették ki a filmben nyújtott alakításáért, többek között a hollywoodi filmfesztiválon neki ítélték az év legígéretesebb tehetsége díjat.
Ugyanebben az évben szerepelt A segítség című filmben is. A filmben nyújtott alakításáért Oscar-díjra jelölték a legjobb női mellékszereplő kategóriájában. A film pozitív visszajelzéseket kapott a filmkritikusoktól és jelentős sikereket ért el a mozikban is. Főszerepet játszott az Oscar-díjas Helen Mirren oldalán Az adósság című filmdrámában is. A budapesti forgatáson Chastain is részt vett.
Virgilia szerepét alakította Ralph Fiennes rendezői debütálásában, a Coriolanus című filmben, amelyet több nemzetközi filmfesztiválon vetítettek. A Fékezhetetlen című filmdrámában Shia LaBeouf és Tom Hardy voltak a partnerei.
Felkerült a Time magazin 100-as legbefolyásosabb embereket felsoroló listájára, amelyet 2012 augusztusában jelentettek meg.
2013. január 13-án Golden Globe-díjat kapott a drámai kategória legjobb női alakításért Kathryn Bigelow a Zero Dark Thirty című filmjében nyújtott alakításáért. A film az Oszáma bin Láden elleni hajtóvadászat történetét mutatja be. A 35 éves színésznőt a Mayaként nyújtott alakításáért Oscar-díjra is jelölték, életében második alkalommal.
2013-ban a magyar Periodika magazin olvasói a világ legszexisebb nőjének választották.
2014-ben Christopher Nolan Csillagok között című filmjében játszott, mint a főszereplő, Cooper (Matthew McConaughey) lánya, Murph. Felkérték Tom Cruise partnerének a Mission: Impossible – Titkos nemzet című szuperprodukcióra, de a színésznő visszautasította a szerepajánlatot, amely féléves felkészüléssel járt volna. 2015-ben Magyarországon forgatta Ridley Scott Mentőexpedíció című filmjét, valamint főszerepet játszott Guillermo del Toro Bíborhegy című horrorfilmjében. A Mentőexpedíciót hét kategóriában jelölték Oscar-díjra 2016-ban.

### Színház
2012 ősze és 2013 februárja között játszott a broadwayi debütálásának számító The Heiress című színdarabban.	

## Magánélete
Jessica Chastain a nyilvánosság előtt egyszer sem jelent meg férfival 2013-ig. Lesifotósok élettársával, Gian Luca Passi de Preposulo olasz származású francia divatszakemberrel kapták lencsevégre a párizsi divathét után a francia fővárosban 2013 márciusában.  A színésznő elismerte, hogy valóban a férfival jár.  A pletykalapok korábban arról cikkeztek, hogy Tom Hiddleston brit színésszel randevúzik, de ezek a hírek nem bizonyultak igaznak. Férje Gian Luca Passi de Preposulo gróf, olasz nemes.

## Filmográfia

### Film
| Év   | Magyar cím                            | Eredeti cím                        | Szerep                 | Magyar hang        |
| ---- | ------------------------------------- | ---------------------------------- | ---------------------- | ------------------ |
| 2008 |                                       | Jolene                             | Jolene                 |                    |
| 2009 | Lopott életek                         | Stolen                             | Sally Ann              |                    |
| 2010 | Az adósság                            | The Debt                           | Rachel Singer fiatalon | Horváth Lili       |
| 2011 |                                       | Take Shelter                       | Samantha LaForche      |                    |
| 2011 | Coriolanus                            | Coriolanus                         | Virgilia               | Bartsch Kata       |
| 2011 | Az élet fája                          | The Tree of Life                   | Mrs. O'Brien           | Pálfi Kata         |
| 2011 | A segítség                            | The Help                           | Celia Foote            | Mahó Andrea        |
| 2011 | Texas gyilkos földjén                 | Texas Killing Fields               | Pam Stall nyomozó      | Major Melinda      |
| 2012 | Madagaszkár 3.                        | Madagascar 3: Europe's Most Wanted | Gia (hangja)           | Zsigmond Tamara    |
| 2012 | Zero Dark Thirty – A Bin Láden hajsza | Zero Dark Thirty                   | Maya Harris            | Kiss Eszter        |
| 2012 | Fékezhetetlen                         | The Lawless                        | Maggie Beauford        | Zsigmond Tamara    |
| 2012 | C.K. Williams élete                   | The Color of Time                  | Mrs. Williams          | Sipos Eszter Anna  |
| 2013 | Mama                                  | Mama                               | Annabel                | Solecki Janka      |
| 2013 | Egy szerelem története                | The Disappearance of Eleanor Rigby | Eleanor Rigby          | Kelemen Kata       |
| 2014 | Csillagok között                      | Interstellar                       | Murphy "Murph" Cooper  | Zsigmond Tamara    |
| 2014 | Julie kisasszony                      | Miss Julie                         | Julie kisasszony       | Major Melinda      |
| 2014 | Egy durva év                          | A Most Violent Year                | Anna Morales           | Balsai Móni        |
| 2015 | Bíborhegy                             | Crimson Peak                       | Lady Lucille Sharp     | Pálfi Kata         |
| 2015 | Mentőexpedíció                        | The Martian                        | Melissa Lewis          | Kiss Eszter        |
| 2016 | A Vadász és a Jégkirálynő             | The Huntsman Winter's War          | Sara                   | Pálfi Kata         |
| 2016 | Miss Sloane                           | Miss Sloane                        | Elizabeth Sloane       | Pálfi Kata         |
| 2017 | A nő, aki előttünk jár                | Woman Walks Ahead                  | Caroline Weldon        | Balsai Móni        |
| 2017 | Menedék                               | The Zookeeper's Wife               | Antonina Żabińska      | Balsai Móni        |
| 2017 | Elit játszma                          | Molly's Game                       | Molly Bloom            | Kisfalvi Krisztina |
| 2019 | Az – Második fejezet                  | It: Chapter Two                    | Beverly Marsh          | Pálfi Kata         |
| 2019 | X-Men: Sötét Főnix                    | Dark Phoenix                       | Vuk / Margaret         | Pálfi Kata         |
| 2020 | Ava                                   | Ava                                | Ava Faulkner           | Bartsch Kata       |
| 2021 | Bocsánatos bűn                        | The Forgiven                       | Jo Henninger           | Pálfi Kata         |
| 2021 | Tammy Faye szemei                     | The Eyes of Tammy Faye             | Tammy Faye Bakker      |                    |
| 2022 |                                       | Armageddon Time                    | Maryanne Trump (cameo) |                    |
| 2022 | 355                                   | The 355                            | Mason "Mace" Browne    | Kisfalvi Krisztina |
| 2022 | A másik nővér                         | The Good Nurse                     | Amy Loughren           | Pálfi Kata         |
| 2023 | Emlékeink                             | Memory                             | Sylvia                 | Györgyi Anna       |
| 2024 | Anyai ösztön                          | Mother's Instict                   | Alice                  | Kisfalvi Krisztina |

Dokumentum- és rövidfilmek
| Év   | Eredeti cím                                 | Szerep       | Megjegyzések   |
| ---- | ------------------------------------------- | ------------ | -------------- |
| 2010 | The Westerner                               | Daniel anyja | rövidfilm      |
| 2011 | Wilde Salomé                                | Salome       | dokudráma      |
| 2015 | Unity                                       | narrátor     | dokumentumfilm |
| 2017 | I Am Jane Doe                               | narrátor     | dokumentumfilm |
| 2018 | This Changes Everything                     | önmaga       | dokumentumfilm |
| 2020 | Creating a Character: The Moni Yakim Legacy | önmaga       | dokumentumfilm |

### Televízió
| Év        | Magyar cím                              | Eredeti cím                | Szerep                               | Megjegyzések                                                                         |
| --------- | --------------------------------------- | -------------------------- | ------------------------------------ | ------------------------------------------------------------------------------------ |
| 2004      |                                         | Dark Shadows               | Carolyn Stoddard                     | próbaepizód                                                                          |
| 2004      | Vészhelyzet                             | ER                         | Dahlia Taslitz                       | 1 epizód                                                                             |
| 2004      | Veronica Mars                           | Veronica Mars              | Sarah Williams                       | 1 epizód                                                                             |
| 2005–2006 | Esküdt ellenségek: Az utolsó szó jogán  | Law & Order: Trial by Jury | Sigrun Borg helyettes körzeti ügyész | 3 epizód                                                                             |
| 2006      | Magánügyek                              | Close to Home              | Casey Wirth                          | 1 epizód                                                                             |
| 2006      |                                         | The Evidence               | Laura Green                          | 1 epizód                                                                             |
| 2006      | Feketeszakáll és a Karib-tenger kalózai | Blackbeard                 | Charlotte Ormand                     | - minisorozat (3 epizód) - magyar hangja: - Major Melinda                            |
| 2007      | Míg a halál el nem választ              | 'Til Death                 | hostess                              | 1 epizód                                                                             |
| 2007      | Az utazó                                | Journeyman                 | Tanna Bloom                          | 1 epizód                                                                             |
| 2010      | Agatha Christie: Poirot                 | Agatha Christie's Poirot   | Mary Debenham                        | - 1 epizód - (Gyilkosság az Orient expresszen) - magyar hangja: - Kisfalvi Krisztina |
| 2016      | Állatok                                 | Animals.                   | Sarah (hangja)                       | 1 epizód                                                                             |
| 2018      | Saturday Night Live                     | Saturday Night Live        | önmaga                               | - 1 epizód - (Jessica Chastain / Troye Sivan)                                        |
| 2021      | Jelenetek egy házasságból               | Scenes from a Marriage     | Mira Phillips                        | - minisorozat (5 epizód) - vezető producer                                           |
| 2022      |                                         | Reframed: Marilyn Monroe   | narrátor                             | dokumentum-minisorozat                                                               |
| 2022      |                                         | George & Tammy             | Tammy Wynette                        | - minisorozat - vezető producer                                                      |